# ゾウの糞のリサイクル

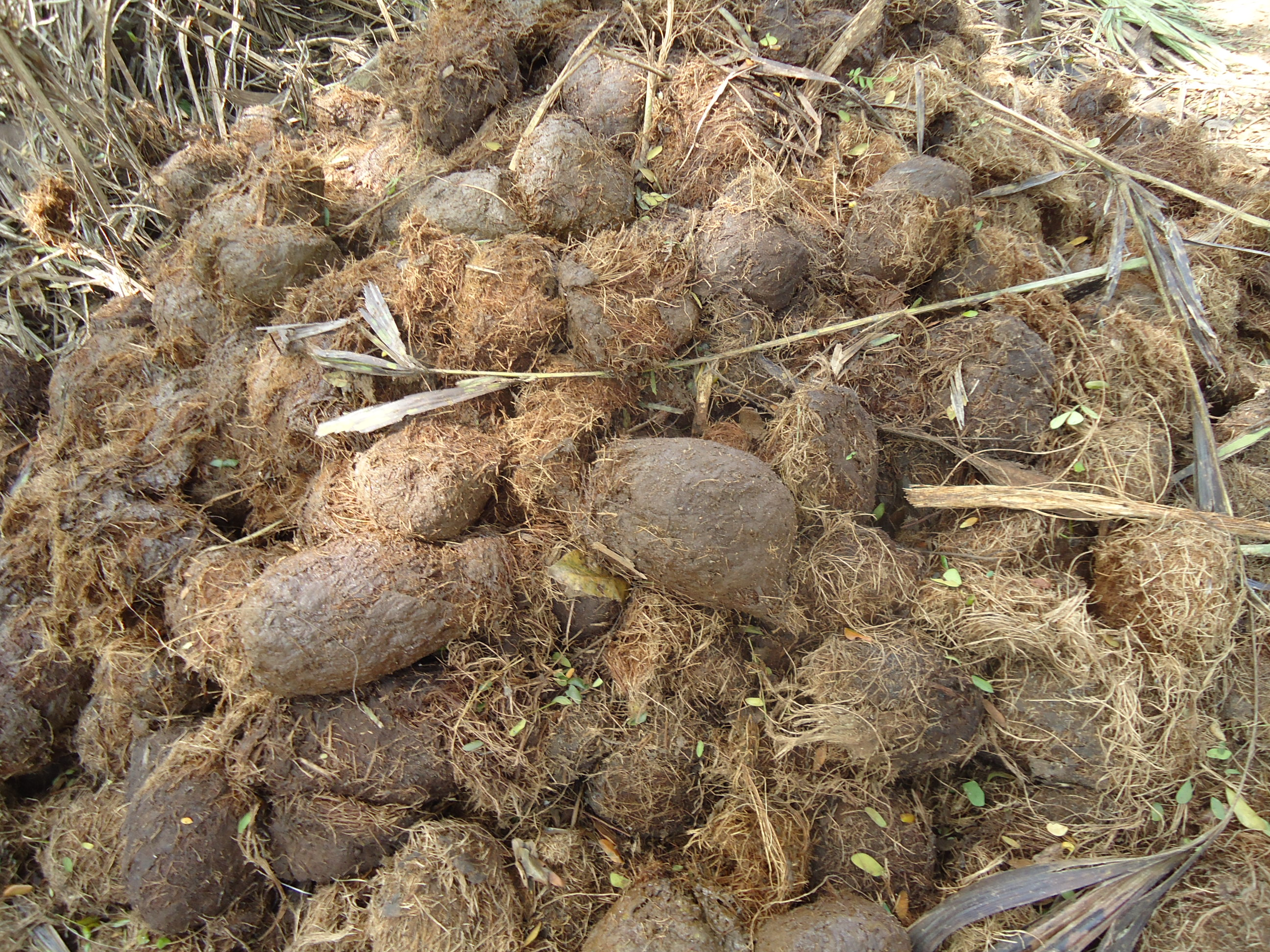
インドゾウの糞（Punnathur Kotta・ゾウ・サンクチュアリにて）

ゾウの糞のリサイクル（ゾウのふんのリサイクル）とは、飼育されるゾウが排出する糞を人が再利用（リサイクル）すること。糞に残った繊維質から紙を製造したり、燃料や堆肥に加工したりする。また、食品を得ることも行われる。
ゾウ一頭は1日に200 - 250キログラムを食し、平均50キログラムの糞を1日に排出するとされ、しばしばその糞の有効活用が行われる。

## 紙

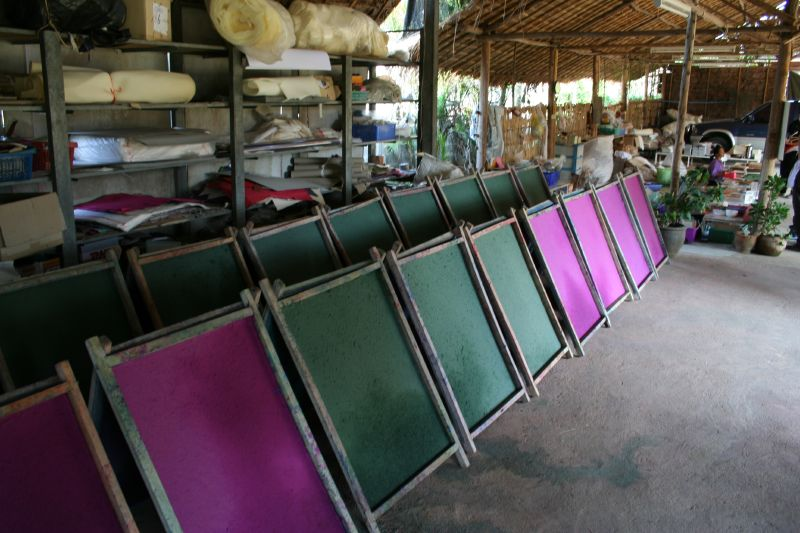
ゾウの糞の紙の生産。漉いた紙を風乾中。（タイ・チェンマイ）

ゾウの糞をリサイクルして作られた紙（英語: Poo Paper）は、世界で初めてスリランカで開発された。その後、スリランカ政府と日本国政府の交渉の末、絶滅のおそれのある野生動植物の種の国際取引に関する条約（ワシントン条約）の特例措置により、世界中の動物園などに輸出されるようになり、他の国でもお土産品として製造されるようになった。
タイ・チェンマイのタイ国立ゾウ保護センターでは、ゾウの糞（の繊維）から紙を作る。ゾウ1頭当たり、1日に115枚の紙を生産できる。この紙は塩素を用いておらず、また、無菌であり、かつ匂いはしないとされる。
繊維を取り除いたかすは肥料となる。また、この紙は、絵画にも用いられる。さらにゾウの糞中の繊維質と、ヤシ殻の繊維質とをあわせて、緑化マットも生産され、屋上緑化などに用いられる。
絵本『ぼくのウンチはなんになる?』が著されたスリランカでは、ぞうの糞 10キログラムから A4 サイズの紙660枚が製造でき、また、この絵本の紙材料になっている。このようなゾウへの取り組みにより、人間と軋轢があって、スリランカでは厄介者だったゾウが、非木材紙の供給源の一つとみられるようになった。
恩賜上野動物園や千葉県の市原ぞうの国などでは、ゾウの糞のリサイクルペーパーが用いられる。

### 紙のすき方
ゾウの糞からの紙のすき方の手順と材料は以下である。
手順
1. 動物園等から手に入れたゾウの糞を1週間水に浸す。
2. 水を入れた鍋の中に微量の水酸化ナトリウムをとかし、糞を入れて約1時間煮込む。5時間煮込む場合もある。
3. 鍋が沸騰し始めたら約 1 時間放置する。
4. 中身をざるに移して固形分の水洗いを繰り返す。
5. 再生紙に使える繊維部分だけを取り出す。残渣は肥料に。
6. 予め裁断した OA用紙などの古紙と、糞の繊維と水とを家庭用のミキサーで切断しながら、混ぜ合わせる。水のりの添加も可。
7. どろどろの“紙の原料”となった混合物を、たらいに浮かべた“すき板”（木枠と網）へ流し込む。
8. 布や古新聞などで水分をよくとり、破けぬようにアイロンで乾かすと完成する。

準備するもの
- ゾウの糞1玉（約 1.2キログラム）、水酸化ナトリウム少量（劇薬につき取扱注意）、古紙、のり
- 水槽（たらい）、鍋、おたま、ミキサー、布や新聞紙、タオル、コンロ、ざる、木枠（横 12センチメートル ｘ縦 17センチメートルなど、紙として使える形状のもの）と網（同上）、アイロン、ボウル、ゴム手袋など。

※繊維が細かくできればできるほど、薄い紙を製造することができる。※色を用いれば色紙が作成できる。※乾かした紙の表面を削って、整える場合もある。

タンザニア・タランギーレ国立公園、Kikoti サファリキャンプでの紙漉き
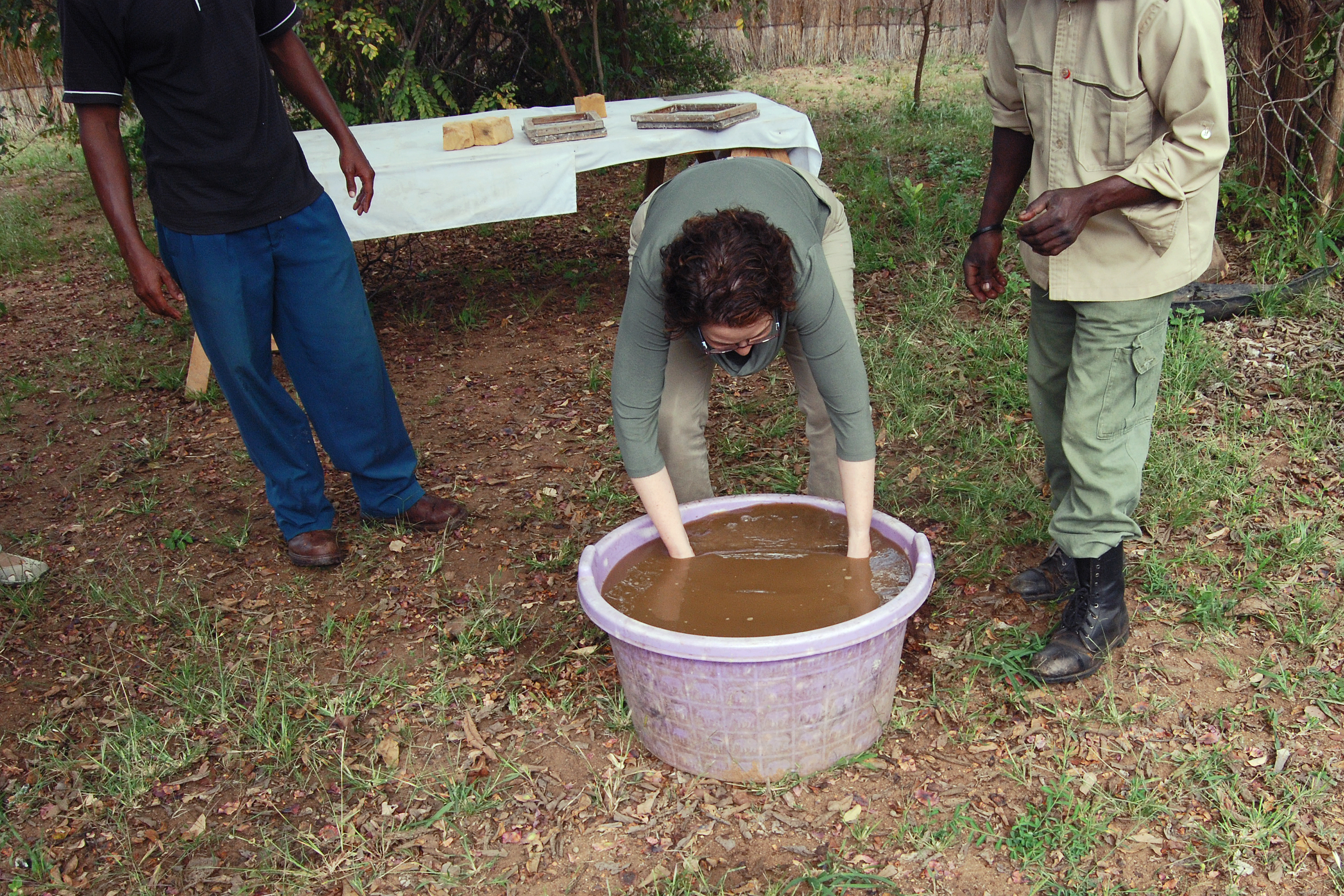
紙を漉く
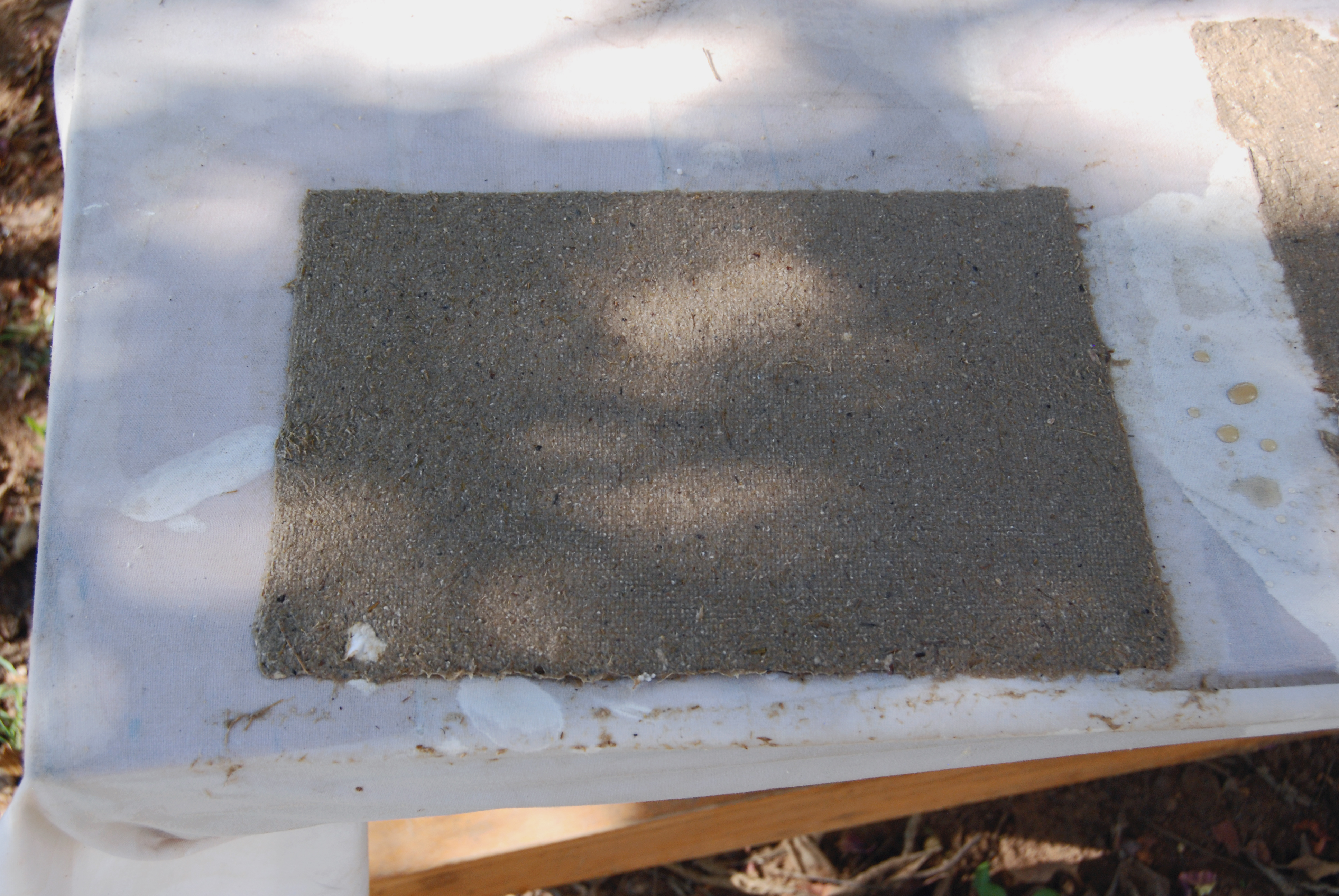
完成品
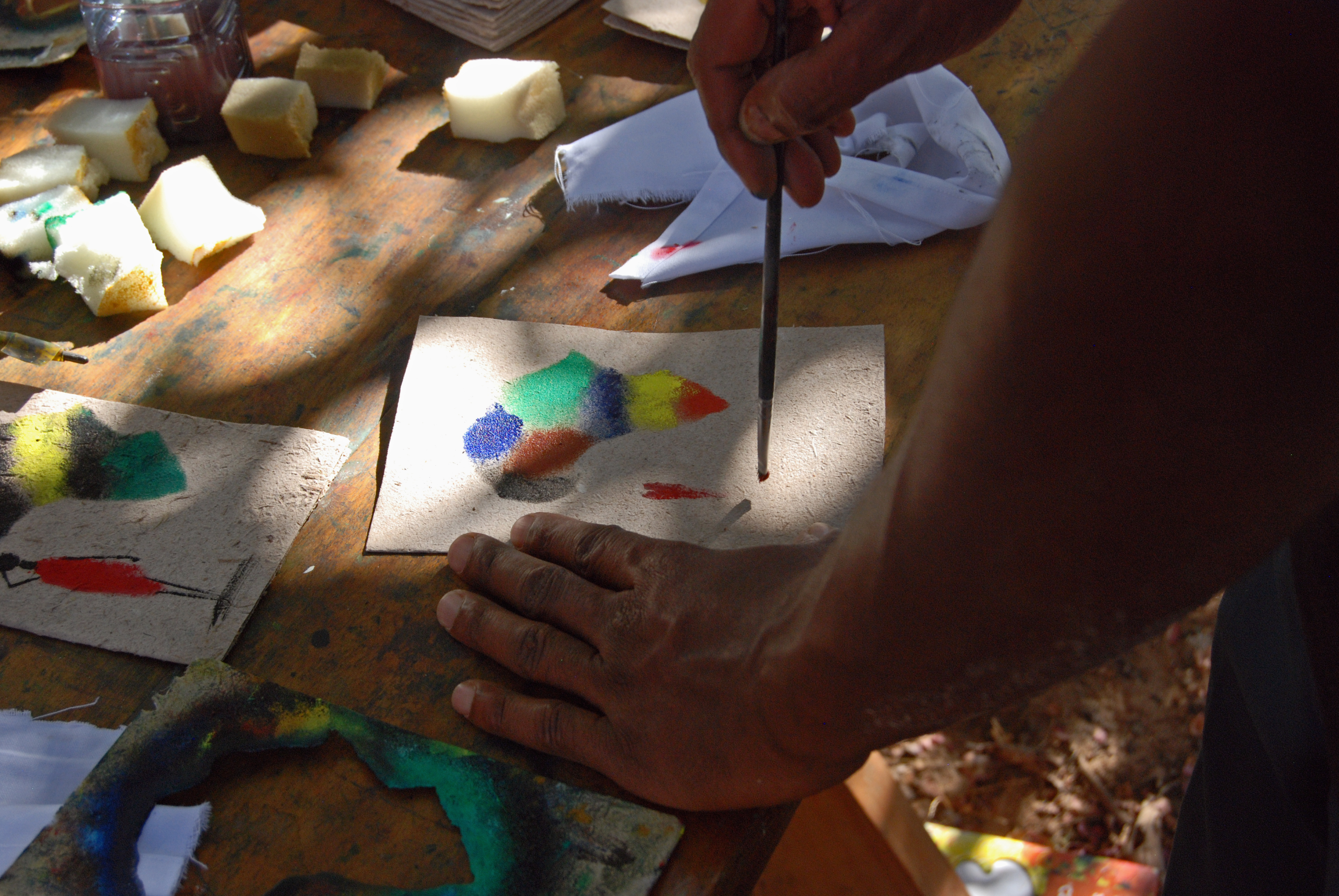
乾いた紙に絵を描く

## メタンガス
タイでは、ゾウの糞よりメタンガス（バイオガス）を各場所で生産し、調理などに用いている。1日1頭当たりのゾウの糞で、2家庭1日分のガスが賄えると見積もられている。
牛糞よりバイオガスを生産する仕組みと同じで、密閉できる（地下などの）タンクに糞をため、嫌気的な条件にしてメタン発酵を行う。
米国のデンバー動物園では、タイで使用されるトゥクトゥクという三輪タクシーを輸入し、ゾウの糞をも使った糞燃料ガス車に改造し、園内で用いている。この車に用いられる燃料は、糞やごみをペレット化したものである。また、園内でゾウなどを飼育する放飼場“トヨタ・エレファント・パッセージ” (Toyota Elephant Passage) には、糞のバイオガス化システムがあり、糞の埋め立て（投棄）量を減らすことに貢献している。
フランスのボーバル動物園では、パンダやゾウなどの糞や植物ゴミを用いてバイオガスを発生させ、園内の自家発電とガス供給を行い、設備への保温や暖房に用い、余った電気は電力会社に売電するという。

## 堆肥
糞の堆肥化は多くの動物園で行われる。
大阪市の大阪市天王寺動物園では、2004年から、有機堆肥「エレファント・ダン」（ぞうさんのうんち）を製造している。2002年から糞の堆肥化に取り組み、有機性廃棄物堆肥化装置（高速発酵処理機）を導入した。生産は、ゾウ 2 頭の 1 日分の糞 120キログラム、納豆菌や乳酸菌などを混ぜ、高温で1日発酵させ、乾燥させて堆肥化する。製造量は1日 20 - 30 キロ。入場者に配布される。
秋田県の大森山動物園では、2010年、同園から排出されるゾウの糞から作った“ゾウさん堆肥”の商品化を行った。当時の動物園の草食動物からは毎日700キログラムの排泄物がでて、うち 9割がゾウ2頭からの由来だったが、その糞尿の堆肥化を行い、牧草作りを行っていた。2009年からバクトマテリアル社と共同研究をし、カビ類の繁殖を抑制する納豆菌の一種・バクト菌を加えて発酵させる方法を用い、『ゾウさん堆肥』を開発した。また、バクト菌は雑草種子をも死滅させるといわれ、高品質の堆肥となっている。
ゾウさん堆肥は、農家も用いるようになり、「ゾウさん米」という名で稲作が行われたりしている。
チェコのプラハ動物園では、アイスクリームの容器のようなものに入ったゾウの糞1キログラムが売られ、家庭菜園の肥料として購入されている。

## 食品
タイの高級なコーヒー豆・“ブラック・アイボリー・コーヒー” (Black Ivory) は、コーヒー豆（タイ・アラビカ種）をゾウに未消化状態で排出させ、糞の中から回収して生産する。製造はタイ北部にあるゾウ保護センターなど、各地のゾウたちである。ブラックアイボリーは、なめらかな口当たりと強い香りがあるとされる。ゾウの消化は30数時間で行われるが、コーヒー豆を消化することはできず、ただ、コーヒー豆に含まれるタンパク質が消化され、これにより蛋白質由来の苦味が消えるとされている。このコーヒー豆は、インドネシアでジャコウネコの糞から産出される高級コーヒー豆「コピ・ルアク」と同様の高いランクの価格帯で取引され、1 キロ当たり1,100 US ドルである（2012年現在）。
このコーヒー豆は日本でも売られる。
2013年、このコーヒー豆を用いて作ったスパイスビール（当時の酒税法により分類は発泡酒）『うん、この黒』を日本のビール醸造所「サンクトガーレン」が製造し、エイプリルフールである4月1日に販売、即日完売した。スタイルはコーヒースタウト。
アフリカ東部には“象糞茶”（サバンナ・ティー）が伝わる。糞を1年間ほど乾かし、煮出すと紅茶に似た飲料が得られる。ゾウの糞はアフリカ各地で民間薬として扱われていた。ゾウ糞を薬として扱った例は江戸時代中期の日本においてもみられ、1729年に徳川吉宗の命でベトナムから来日した従四位広南白象は民間に払い下げられた後、引き取り主の中野村の百姓源助と名主の川崎平右衛門が、その糞を丸めて乾燥させたものに「象洞」という名をつけて丸薬として売り出したところ、飛ぶように売れ、1年後には駿府、京都、大坂にも「象洞」の店ができたほどであったという。

## 更に
排出されたばかりのゾウの糞は体温測定に用いられる。これを「糞温」という。ゾウとの接触には危険が伴うが、この方法は、必ずしもゾウと接触する必要が無いため、完全な馴致（人馴れ）がなされていない個体にも用いられる。ゾウの糞温の測定方法は定められており、排泄直後の糞に水銀体温計を約5センチメートル挿入し、30 秒後に糞塊の中心部まで入れ、90 秒間測定する。ちなみにアフリカゾウとアジアゾウの正常な体温はおよそ 36 - 37 ℃の範囲にある。このほか排出物の体温測定には尿温もある。
日本の岡山県の池田動物園は、大学入試の合格を祈念するために、ゾウの糞を利用した『合格運粉』（ごうかくうんこ）を2013年に配った。ヒンドゥー教の神ガネーシャにちなむ。
昆虫のフンコロガシは、その採餌にゾウの糞も利用する。その糞利用はスカラベを参照。

### 他の動物の糞
ライオンの糞は特徴的なきつい臭いがする。そのライオンの糞で、猫の忌避、野生動物被害を防止する試みが行われる。日本では、2007年、シカとの衝突事故に悩むJR東日本が岩手大学と共同でライオンの糞からシカが忌避する成分をつきとめ、シカが線路に近寄ってこない成果を上げた。これは2003年にJR西日本がライオンの糞でシカ事故を減らした実績に基づくものだった。ところが、2013年になると、一部の地域のシカには効果が無く、事故が増えているという。
英国ではライオンの糞が売られている。ただ、BBCの1件のレポートでは、猫の忌避剤に用いても、人間が糞を蒔いていることを認識されて効果は無かったとしている。
競走馬の馬糞は良質の堆肥となる。JRAの栗東トレーニングセンターから排出される馬糞とわらは堆肥化され、米を育て、日本酒となって市場に出荷される。
かつての日本ではツキノワグマの糞が薬になっていた。

## 関連文献
- ツシッタ・ラナシンハ、秋沢淳子（訳）、2006、『ぼくのウンチはなんになる? ぞうさんペーパーブックシリーズ 原題:I am Phant the elephant. The world's only living paper mill.』、ミチコーポレーション（発行）、英治出版（販売） ISBN 978-4990315009
- 植田紘栄志『冒険起業家 ゾウのウンチが世界を変える。』ミチコーポレーションぞうさん出版事業部（発行）ISBN 978-4-9903150-1-6